# Elysius pauper
Elysius pauper är en fjärilsart som beskrevs av Gustaaf Hulstaert 1924. Elysius pauper ingår i släktet Elysius och familjen björnspinnare. Inga underarter finns listade i Catalogue of Life.